# Elk Lakes Provincial Park
Der Elk Lakes Provincial Park ist ein etwa 17.245 Hektar großer Provincial Park im Südosten der kanadischen Provinz British Columbia. Er liegt etwa 104 Kilometer nördlich von Sparwood an der kontinentalen Wasserscheide, im Regional District of East Kootenay in den kanadischen Rocky Mountains. An der nördlichen Parkgrenze, wo der Park auch an den Peter Lougheed Provincial Park grenzt, liegt der Elk Pass.

## Anlage
Der Park liegt in den Southern Continental Ranges, einer Teilkette der Kanadischen Rocky Mountains. Im Norden des Parks, in den Elk Lakes nahe der kontinentalen Wasserscheide, hat der Elk River seinen Ursprung.
Bei dem Park handelt es sich um ein Schutzgebiet der Kategorie II (Nationalpark).

## Geschichte
Der Park wurde im Jahr 1973 eingerichtet. Im Laufe der Zeit wurden dabei sowohl seine Größe wie auch sein Schutzstatus geändert. Bei seiner Gründung hatte er eine Größe von etwa 13.000 ac, was rund 5261 ha entspricht. Zuletzt wurden seine Grenzen im Jahr 1995 verändert und er wuchs dabei auf aktuell 17.245 ha.

## Flora und Fauna
Mit dem Biogeoclimatic Ecological Classification (BEC) Zoning System wird das Ökosystem von British Columbia in verschiedene biogeoklimatische Zonen eingeteilt. Biogeoklimatische Zonen zeichnen sich durch ein grundsätzlich identisches oder sehr ähnliches Klima sowie gleiche oder sehr ähnliche biologische und geologische Voraussetzungen aus. Daraus resultiert in den jeweiligen Zonen dann grundsätzlich auch ein sehr ähnlicher Bestand an Pflanzen und Tieren. Innerhalb dieser Systematik wird der Park zusammen mit dem angrenzenden Height of the Rockies Provincial Park der Montane Spruce Zone, der Engelmann Spruce Subalpine Fir Zone und der Alpine Tundra Zone zugeordnet.

## Aktivitäten
Der Park wird besonders durch Wanderer und Bergsteiger genutzt. Bei Wanderern ist er beliebt, da er am Trans Canada Trail liegt.

## Benachbarte Parks
Der nächstgelegene Provincial Park in British Columbia ist der im Westen unmittelbar angrenzende Height of the Rockies Provincial Park. Im Norden grenzt der Park an die Grenze zur Provinz Alberta. Dort schließt sich dann unmittelbar der Peter Lougheed Provincial Park an.